# Argiocnemis
Argiocnemis – rodzaj ważek z rodziny łątkowatych (Coenagrionidae).
Do rodzaju należą następujące gatunki:
- Argiocnemis ensifera Lieftinck, 1932
- Argiocnemis rubescens Selys, 1877
- Argiocnemis solitaria (Selys, 1872) – gatunek wątpliwy